# Ensenada Roy
Ensenada Roy  (en inglés: Roy Cove Settlement) es un asentamiento ubicado en la costa de la bahía 9 de Julio, en la Isla Gran Malvina, Islas Malvinas. Posee varias casas y granjas y se practica la ganadería ovina, como así también la pesca. Además, recibe vuelos del Falkland Islands Government Air Service. Fue fundado en 1872.
Uno de los principales atractivos del lugar es la granja Crooked Inlet, donde se realizan cabalgatas (al estilo "gaucho"). El asentamiento también posee una vista a través de la bahía, hacia las islas Hummock, Middle y Rabbit. También pueden visitarse varias colonias de pingüinos papúa.